# Axel Andersen
Axel Sigurd Andersen (Koppenhága, 1891. december 20. – Koppenhága, 1931. május 15.) olimpiai bronzérmes dán tornász.
Az 1912. évi nyári olimpiai játékokon indult tornában és a csapat összetettben szabadon választott szerekkel bronzérmes lett.
Szintén ezen az olimpián egyéni összetettben 33. lett.
Klubcsapata a FGS volt.